# کوپاکابانا (انتیوکیا)
کوپاکابانا (انتیوکیا) (به اسپانیایی: Copacabana, Antioquia) یک سکونتگاه مسکونی در کلمبیا است که در Aburrá Valley واقع شده‌است.

## خصوصیات
کوپاکابانا ۷۰ کیلومترمربع مساحت و ۶۰٬۰۵۶ نفر جمعیت دارد و ۱٬۴۵۴ متر بالاتر از سطح دریا واقع شده‌است.